# Vietocerus
Vietocerus là một chi bọ cánh cứng trong họ Chrysomelidae.
Chi này được miêu tả khoa học năm 2003 bởi Lopatin.

## Các loài
Các loài trong chi này gồm:
- Vietocerus kabakovi Lopatin, 2003
- Vietocerus mirandus Lopatin, 2003